# رسائل فارسية
الرسائل الفارسية هي رواية رسائلية للكاتب الفرنسي مونتسكيو يتبادل فيها شخصيتان خياليتان من الإمبراطورية الفارسية ؛ وهما يزبك وريكا، يتبادلان الرسائل بعد انطلاقهما في رحلة إلى أوروبا.
نشرت الرواية في القرن الثامن عشر، وهو القرن الذي شهد ولعاً بالسفر إلى دول الشرق الأدنى خاصة بين الطبقة البرجوازية. نشرت الرواية في ربيع 1721 ولم يعترف مؤلفها الأصلي مونتسكيو بتأليفها واكتفى بالتصريح بترجمتها بهدف نقد المجتمع الفرنسي دون التعرض لرقابة الدولة.

## القصة
عام 1711 ، يترك الفيلسوف الفارسي أوسبيك أصفهان (مدينة) رفقة صديقة ريكا للانطلاق في رحلة طويلة إلى أوروبا يصلان بعدها إلى باريس تاركاً وراءه زوجاته الخمسة (زاكي، زيفيس، فاطمة، زيليس، وروكسان) مع مجموعة من الحريم الإفريقيات في حرملك قصره. تستمر إقامتهما في باريس بين عامي (1712-1720).
تدور الأحداث ضمن الترتيب الزمني التالي:
- رسائل 1-21: الرحلة من أصفهان إلى باريس، وتستمر 13 شهرا (من 19 مارس 1711 إلى 4 مايو 1712)
- رسائل 22 (24) -89 (92): باريس تحت حكم لويس الرابع عشر، تستمر إقامتهم 3 سنوات (من مايو 1712 إلى سبتمبر 1715)
- رسائل 90 (93) -137 (143): الوصاية على العرش (1715-1723) وحكم فيليب دي أورلينز الذي يمتد من سبتمبر 1715 إلى نوفمبر 1720
- رسائل 138 (146)-150 (161): الفترة بين 1717-1720 ثلاثة أعوام من تدمير قصر أصفهان ووفاة أكثر زوجات الفارسي قرباً إلى قلبه روكسانا

## مواضيع مرتبطة
- دين مقارن
- منفى
- إنسانية
- هوية قومية قومية قومية
- عرق (علم الأحياء)
- عقل (فلسفة)

## اقتباس سينمائي
اقتبس جون روش القصة سينمائيا عام 1968 تحت عنوان "لحظة بلحظة: رسائل فارسية"، ثم قرر عام 1977 عمل فيلم قصير من 40 دقيقة بعنوان "أصفهان: رسالة فارسية"